# 相坂優歌
相坂 優歌（あいさか ゆうか、1990年9月5日 - ）は、日本の女性声優、歌手。千葉県出身。アプトプロ所属。

## 来歴
子供のころに見たテレビアニメ『カードキャプターさくら』で初めてアニメに興味を持ち、様々なアニメ雑誌を読むようになったという。漫画家を志向し絵を描いていた時期もあったが、自分には演技の方が向いているかもしれないと思ったことで、声優を目指すようになったと述べている。
2012年に専門学校東京ビジュアルアーツ声優学科を卒業後、アプトプロに所属。
2013年、「クロノス・マテリア」のアイリス役でデビューする予定だったが、ゲーム自体が発売延期（後に発売中止）で白紙となり、その後、トレーディングカードゲーム「アンジュ・ヴィエルジュ」の声優ユニット「L.I.N.K.s」の結成に参加し、石原舞とともに初期からのメンバーとなる。2014年（平成26年）には『桜Trick』の野田コトネ役でテレビアニメに初出演した。「女の子同士の物語に興味」があり、「初出演のアニメでその念願が叶ったのはすごくうれしかった」と述べている。
2016年1月27日、同年1月より放送のテレビアニメ『アクティヴレイド -機動強襲室第八係-』のエンディングテーマ「透明な夜空」で、アーティストデビュー。
2018年6月25日、喉の不調の治療のため、同年7月より短期休業することを発表。
2019年2月2日、所属事務所より活動再開添付資料と、オフィシャルTwitterにてスタッフより相坂からの直筆メッセージ文（写真）を掲載。復帰ライブとして、2019年5月18日にLIVE『あいのうわ塗り』を開催することも合わせて発表された。

## 人物
特技・趣味は、歌、水風呂、芸人ラジオ鑑賞、映画鑑賞、パズルゲーム、イラスト。好きなものは歌、小動物、エビチリ、ラーメン。一番好きな食べ物はお寿司。ラーメンは「こってり派」と述べている。
尊敬する人物としては母を挙げている。
自身のブログプロフィールにおいて、血液型はA型と記載している。
ロックバンド・クリープハイプの楽曲に強いリスペクトを持ち、メンバーの尾崎世界観に楽曲提供してもらうことを目標としており、2017年秋の尾崎作詞曲による楽曲「ひかり、ひかり」で念願を叶えた。
芸人のラジオを聴いており、霜降り明星、カナメストーン、ママタルトなどのラジオをよく聴いている。

## 代役・後任
2018年の短期休業以降は複数の持ち役を降板している。持ち役を引き継いだ人物は以下の通り。
| 代役・後任 | 役名               | 概要作品                             | 代役・後任の初担当作品 |
| ---------- | ------------------ | ------------------------------------ | ---------------------- |
| 高橋李依   | アメス             | 『プリンセスコネクト！Re:Dive』      | テレビアニメ版         |
| 石上静香   | ローヴィ・フロイセ | 『クイズRPG 魔法使いと黒猫のウィズ』 | 2020年4月16日更新以降  |
| 衣川里佳   | ナリタブライアン   | 『ウマ娘 プリティーダービー』        | 2020年12月1日以降      |

『プリンセスコネクト！Re:Dive』はテレビアニメ版第1期のみの変更で、ゲーム版では相坂のまま変更はない。2022年放送の第2期からは相坂が復帰する。
『ウマ娘 プリティーダービー』は休業当時はキャスト変更の予定はないと発表されていたが、2021年2月にアプリゲームがリリースされたことに伴い、音声の収録が困難と判断して降板、2020年12月以降は衣川里佳が担当する。

## 出演
太字はメインキャラクター。

### テレビアニメ
2014年
- 桜Trick（野田コトネ）
- ハマトラ（女子高生）
- ジョジョの奇妙な冒険 スターダストクルセイダース（女生徒D）
- 星刻の竜騎士（オルエッタ・ブラン、フリーダ・シェリー）
- 人生相談テレビアニメーション「人生」（七瀬）
- 甘城ブリリアントパーク（ミュース）
- 俺、ツインテールになります。（津辺愛香 / テイルブルー）
- アカメが斬る!（盗人C）

2015年
- えとたま（ウサたん）
- 城下町のダンデライオン（佐藤花）
- 落第騎士の英雄譚（日下部加々美）
- 俺がお嬢様学校に「庶民サンプル」としてゲッツされた件（東城香絵）

2016年
- アクティヴレイド -機動強襲室第八係-（山吹陽） - 2シリーズ
- 迷家-マヨイガ-（真咲）
- アンジュ・ヴィエルジュ（日向美海）
- ViVid Strike!（クラスメイト）
- アイドルメモリーズ（生徒）

2017年
- 南鎌倉高校女子自転車部（渡部チカ）
- けものフレンズ（2017年 - 2019年、ギンギツネ） - 2シリーズ
- サクラダリセット（岡絵里）
- ネト充のススメ（ライラック）

2018年
- ウマ娘 プリティーダービー（ナリタブライアン〈第1期〉）

2020年
- マギアレコード 魔法少女まどか☆マギカ外伝（梢麻友）
- アルゴナビス from BanG Dream!（女性）

2022年
- プリンセスコネクト!Re:Dive Season 2（アメス、フィオ）
- 東京ミュウミュウ にゅ〜♡（山村アナウンサー、幼稚園児）
- 悪役令嬢なのでラスボスを飼ってみました（メイド）

2023年
- 異世界のんびり農家（ラムリアス、コローネ、獣人族の子供）
- ツンデレ悪役令嬢リーゼロッテと実況の遠藤くんと解説の小林さん（部長、元部長）

2024年
- 魔法少女にあこがれて（阿古屋真珠 / ロコムジカ）

2025年
- 没落予定の貴族だけど、暇だったから魔法を極めてみた（アリーナ、ゼロ、ニア）
- ずたぼろ令嬢は姉の元婚約者に溺愛される（チュニカ）

### 劇場アニメ
- どうにかなる日々（2020年）

### OVA
- ウマ娘 プリティーダービー BNWの誓い（2018年、ナリタブライアン）

### Webアニメ
- ソードガイ The Animation（2018年、緒方さやか[49]）
- メギド72 The short animation 長き戦旅の傍らで（2019年、シバの女王[50]）
- えとたま〜猫客万来〜（2021年、ウサたん[51]）

### ゲーム
2013年
- アンジュ・ヴィエルジュ 〜ガールズバトル〜（日向美海）
- 必殺仕事人 おしおきコレクション（早瀬撫子 他）

2014年
- 最凶学園ナックルバウト（相坂優歌）
- 大怪獣ラッシュ ウルトラフロンティア（ユミザムシャー、ハンターボール）
- パズドラ バトルトーナメント -チャンピオンズ オブ ラズール-（システムボイス）
- ブレイドアンドソウル（グレン・マリナ）

2015年
- 5人の恋プリンス 〜ヒミツの契約結婚〜（ユイ・リー）
- クイズRPG 魔法使いと黒猫のウィズ（2015年 - 2019年、ローヴィ・フロイセ、コリン・ツチミカド、瓜転永理）
- 白猫プロジェクト（コリン・ツチミカド）
- 神撃のバハムート（マリサ）
- アトリエシリーズ（2015年 - 2025年、ソフィー・ノイエンミュラー） - 7作品
- プリンセスコネクト!（フィオ、ネビア）

2016年
- アイドルコネクト-AsteriskLive-（瀬月唯）
- エンドライド-X fragments-（クロベニ）
- オルタンシア・サーガ -蒼の騎士団-（アデリーナ）
- ドラゴンジェネシス-聖戦の絆-（バハムート）
- 輝星のリベリオン（電撃Appちゃん）

2017年
- 天華百剣-斬-（厳島の友成）
- Pretty Plant（アネネ）
- 魔女と百騎兵2（リサ）
- 無双☆スターズ（ソフィー）
- モン娘☆は〜れむ（ソワカ）
- メギド72（シバの女王〈アミーラ〉）

2018年
- 編隊少女 -フォーメーションガールズ-（エリザベス・ダナウェイ）
- プリンセスコネクト！Re:Dive（2018年 - 2025年、アメス / フィオ、ネビア）
- マギアレコード 魔法少女まどか☆マギカ外伝（2018年 - 2022年、梢麻友）
- きららファンタジア（野田コトネ）
- 天涯ニ舞ウ、粋ナ花（喜龍）

2019年
- 八月のシンデレラナイン（我妻天）
- ワールドフリッパー（ステラ）
- ゆめいろファンタジーラテール（イリス）

2021年
- ラグナドール 妖しき皇帝と終焉の夜叉姫（清姫）

2022年
- 機動戦士ガンダム アーセナルベース（ガル・レヴ）
- アイドルコネクト -AsteriskLive- 2022（瀬月唯）
- D4DJ Groovy Mix（2022年 - 2025年、ソフィア）

2024年
- ブルーアーカイブ -Blue Archive-（2024年 - 2025年、竜華キサキ)

2025年
- 無双アビス（ソフィー・ノイエンミュラー）
- みんなのGOLF WORLD（ナル）

### 吹き替え
- シャーロック・ホームズの大追跡（ケイティ）

### ラジオ
※はインターネット配信。
- 青蘭学園放送部（2013年 - 2014年、アンジュ・ヴィエルジュ公式サイト※）
- アクティヴレイドRADIO（2016年、音泉※）[90]
- 迷家‐マヨイガ‐「納鳴村 村役場広報課」（2016年、音泉※）[91]
- 相坂くんのリトマス紙（2016年 - 2018年、超!A&G+※）
- 相坂優歌と前田玲奈のトガリズム→相坂優歌と前田玲奈のトガリズムⅡ（2019年 - 2021年、音泉※）[92]
- 相坂優歌 湯上がり何飲む？（2023年 - 、AuDee※）[93]
- 相坂優歌と前田玲奈のも～っと♪トガリズム（2023年 - 、音泉※）[94]

### テレビ番組
※はインターネット配信。
- 「桜Trick」『コト×しず』のおはモニコ生!（2013年 - 2014年、ニコニコ生放送※）
- アンジュ・ヴィエルジュ〜第2風紀委員ガールズバトル〜放課後☆L.I.N.K.s（2014年、ニコニコ生放送※）
- ニコ生でツインテールになります!「生ツイ!」（2014年 - 2015年、ニコニコ生放送※）
- アニメぴあちゃんねる（2015年、ニコニコ生放送※）
- 優歌と樹里のプリンセスチャンネル（2015年 - 2016年、ニコニコ生放送※・YouTube※）
- 【ガストチャンネルプレゼンツ】「よるのないくに」&「ソフィーのアトリエ」（2015年、ニコニコ生放送※）
- 城下町のダンデライオン サクラダファミリーニュース（2015年、ニコニコ生放送※）
- 超特急のふじびじスクール！（2015年、フジテレビ）女性教師 役
- アニメマシテ（2016年、テレビ東京）MC
- アーセナルベース情報局（2022年 - 、YouTube※）

### ドラマCD
2012年
- 星刻の竜騎士（女子生徒）

2013年
- SERVAMP-サーヴァンプ-（マリー）
- 初恋のあとさき（女子生徒）
- オーディオドラマ「まおゆう魔王勇者 外伝 砂丘の国の弓使い」前編・後編（娘）

2015年
- アンジュ・ヴィエルジュ Drama&Songs「繋がる絆」（日向美海）

2017年
- DUEL!（日向みのり）

### ラジオCD
- ラジオCDで、ツインテールになります。 〜シリーズ1 - 2〜（2015年）ゲスト

### オーディオドラマ
- リアルでレベル上げしたらほぼチートな人生になった（双六島さくら[97]）
- ボイスドラマ アンジュ・リリンク 0章 青蘭学園体験入学記（2022年、日向美海[98]）

### ASMR
- ASMR『桜木学園癒やし部～2年C組・桑崎もえ 風紀委員長の不純異性交遊は絶対許さないASMR～』（2022年、桑崎もえ）
- 保健室の天使たちに心まで癒されて～マイペースなあの子の膝枕でのんびり穏やかお耳かき～（2024年、夏空あざみ）

### デジタルコミック
- 晴れのち四季部（2023年1月5日、日乃の姉[99]）
- 二度目の異世界、少年だった彼は年上騎士になり溺愛してくる（2023年 - 、ティンカ[100]）
- 勇者の俺様が魔導士なんかに!（2023年、アンナ[101]）

### その他コンテンツ
- 「アンジュ・ヴィエルジュ」スターターデッキ・ブースターパック第1章 青蘭の聖少女（テレビCMナレーション）
- 「聖剣伝説 RISE of MANA」 トレーラー（ナレーション）
- MILGRAM -ミルグラム-（ユノ〈樫木優乃〉[102]）
- パチンコ・SUPER電役ナナシーシリーズ（ナナティー）[103]

## ディスコグラフィ

### シングル
|        | 発売日        | タイトル             | 規格品番 | 規格品番   | オリコン 最高位 |
| 初回盤 | 発売日        | タイトル             | 通常盤   |            | オリコン 最高位 |
| ------ | ------------- | -------------------- | -------- | ---------- | --------------- |
| 1st    | 2016年1月27日 | 透明な夜空           | VTZL-106 | VTCL-35221 | 44位            |
| 2nd    | 2016年8月3日  | セルリアンスカッシュ | VTZL-114 | VTCL-35234 | 32位            |
| 3rd    | 2017年11月8日 | ひかり、ひかり       | VTZL-137 | VTCL-35262 | 36位            |

### アルバム
|         | 発売日        | タイトル                            | 規格品番 | 規格品番 | 規格品番   | オリコン 最高位 |
| 初回盤A | 発売日        | タイトル                            | 初回盤B  | 通常盤   |            | オリコン 最高位 |
| ------- | ------------- | ----------------------------------- | -------- | -------- | ---------- | --------------- |
| 1st     | 2018年1月31日 | 屋上の真ん中 で君の心は青く香るまま | VTZL-138 | VTZL-139 | VTCL-60460 | 33位            |

### タイアップ曲
| 楽曲                 | タイアップ                                                                | 時期   |
| -------------------- | ------------------------------------------------------------------------- | ------ |
| 透明な夜空           | テレビアニメ『アクティヴレイド -機動強襲室第八係-』エンディングテーマ     | 2016年 |
| セルリアンスカッシュ | テレビアニメ『アクティヴレイド -機動強襲室第八係- 2nd』オープニングテーマ | 2016年 |
| ひかり、ひかり       | テレビアニメ『ネト充のススメ』エンディングテーマ                          | 2017年 |
| 今はここに           | 劇場アニメ『コードギアス 反逆のルルーシュII 叛道』挿入歌                  | 2018年 |

### 歌手参加作品
| 発売日        | 商品名         | 歌 | 楽曲               | 備考                                                            |
| ------------- | -------------- | --- | ------------------ | --------------------------------------------------------------- |
| 2016年4月26日 | PASSION RIDERS | 相坂優歌、藍井エイル、蒼井翔太、every♥ing!、大橋彩香、黒崎真音、GRANRODEO、 SCREEN mode、鈴木このみ、早見沙織、三森すずこ、LiSA | 「PASSION RIDERS」 | ライブイベント『Animelo Summer Live 2016 刻-TOKI-』テーマソング |

### キャラクターソング
| 発売日   | 商品名                                                                               | 歌 | 楽曲 | 備考                                                                 |
| 2014年   | 2014年                                                                               | 2014年 | 2014年 | 2014年                                                               |
| -------- | ------------------------------------------------------------------------------------ | --- | --- | -------------------------------------------------------------------- |
| 1月29日  | Won(*3*)Chu KissMe!/Kiss(and)Love                                                    | SAKURA*TRICK | 「Won（*3*）Chu KissMe!」 | テレビアニメ『桜Trick』オープニングテーマ                            |
| 1月29日  | Won(*3*)Chu KissMe!/Kiss(and)Love                                                    | SAKURA*TRICK | 「Kiss(and)Love【SAKURA♪Ver.】」 | テレビアニメ『桜Trick』関連曲                                        |
| 2月26日  | SAKURA♪SONG 02                                                                       | 野田コトネ（相坂優歌） | 「おはモニ＊ハロりん♪」 | テレビアニメ『桜Trick』関連曲                                        |
| 4月9日   | SAKURA♪SONG ALBUM SAKURA*SAKU -桜*作-                                                | SAKURA*TRICK | 「桃色Lip☆Trip」 | テレビアニメ『桜Trick』関連曲                                        |
| 4月9日   | SAKURA♪SONG ALBUM SAKURA*SAKU -桜*作-                                                | SAKURA*TRICK | 「Kiss（and）Love【コトネ&しずく】」 | テレビアニメ『桜Trick』関連曲                                        |
| 5月21日  | 『桜Trick』Blu-ray & DVD 第3巻特典収録楽曲                                           | 野田コトネ（相坂優歌） | 「Won(*3*)Chu KissMe!」 | テレビアニメ『桜Trick』関連曲                                        |
| 10月22日 | エレメンタリオで会いましょう!                                                        | BRILLIANT4 | 「エレメンタリオで会いましょう!」 | テレビアニメ『甘城ブリリアントパーク』エンディングテーマ             |
| 10月22日 | エレメンタリオで会いましょう!                                                        | BRILLIANT4 | 「素晴ラシキFUN!TASY」 | テレビアニメ『甘城ブリリアントパーク』劇中歌                         |
| 10月22日 | ツインテール・ドリーマー!                                                            | ツインテイルズ | 「ツインテール・ドリーマー!」 | テレビアニメ『俺、ツインテールになります。』エンディングテーマ       |
| 10月22日 | ツインテール・ドリーマー!                                                            | トゥアール（内田真礼）、津辺愛香（相坂優歌） | 「ツインテール・ドリーマー!（トゥアール&愛香 Mix）」                                                                                                 | テレビアニメ『俺、ツインテールになります。』関連曲                   |
| 11月19日 | 甘城ブリリアントパーク キャラクターソング集                                          | BRILLIANT4 | 「+ユニバース」 | テレビアニメ『甘城ブリリアントパーク』関連曲                         |
| 11月22日 | 俺、ツインテールになります。 キャラクターソングシリーズ青盤                          | テイルブルー（相坂優歌） | 「ブルー・エモーション」 「ツインテール・ドリーマー!（ブルーver.）」                                                                                 | テレビアニメ『俺、ツインテールになります。』関連曲                   |
| 12月17日 | テイルオン!ツインテイルズ                                                            | ツインテイルズ | 「テイルオン!ツインテイルズ」 | テレビアニメ『俺、ツインテールになります。』挿入歌                   |
| 12月17日 | ユナイトライト                                                                       | L.I.N.K.s | 「ユナイトライト」 | ゲーム『アンジュ・ヴィエルジュ 〜ガールズバトル〜』主題歌            |
| 2015年   |                                                                                      | | |                                                                      |
| 4月22日  | シャイン                                                                             | ミュース（相坂優歌）from BRILLIANT4 | 「シャイン」 「エレメンタリオで会いましょう!［ミュース ソロver.］」 「素晴ラシキFUN!TASY［ミュース ソロver.］」 「+ユニバース［ミュース ソロver.］」 | テレビアニメ『甘城ブリリアントパーク』関連曲                         |
| 4月22日  | blue moment                                                                          | ソルラルBOB | 「blue moment」 | テレビアニメ『えとたま』エンディングテーマ                           |
| 4月22日  | blue moment                                                                          | ソルラルBOB | 「blue moment [LIVE ARRANGE ver.]」 | テレビアニメ『えとたま』エンディングテーマ                           |
| 5月13日  | 『えとたま』BD第弐巻特典楽曲                                                         | ウサたん（相坂優歌） | 「blue moment ウサたんソルラルチャージVer.」 | テレビアニメ『えとたま』関連曲                                       |
| 6月17日  | えとたま キャラクターソングミニアルバム (3) 最強プロデュース!めざせ干支ップ☆アイドル | ウサたん（相坂優歌）、ウマたん（小澤亜李）、キーたん（戸田めぐみ）、イヌたん（本多真梨子） | 「最強プロデュース!めざせ干支ップ☆アイドル」 | テレビアニメ『えとたま』関連曲                                       |
| 6月17日  | えとたま キャラクターソングミニアルバム (3) 最強プロデュース!めざせ干支ップ☆アイドル | ウサたん（相坂優歌） | 「がんばれ♥ ウサ☆ウサPPプロデュース!」 「blue moment［もーっと!ウサたんver.］」                                                                      | テレビアニメ『えとたま』関連曲                                       |
| 8月21日  | アンジュ・ヴィエルジュ Drama&Songs「繋がる絆」                                       | 日向美海（相坂優歌） | 「Link of Destiny」 | ゲーム『アンジュ・ヴィエルジュ 〜第2風紀委員ガールズバトル〜』関連曲 |
| 2016年   |                                                                                      | | |                                                                      |
| 8月12日  | IDOL CONNECT -UNIT DISC- 初めまして、大好きです!                                     | メモリア | 「Flower Tune」 「Candy Star☆ミ」 | ゲーム『アイドルコネクト -AsteriskLive-』関連曲                      |
| 8月12日  | IDOL CONNECT -Solo Disc- Feelings of girl                                            | 瀬月唯（相坂優歌） | 「恋スル私←New！」 | ゲーム『アイドルコネクト -AsteriskLive-』関連曲                      |
| 2017年   |                                                                                      | | |                                                                      |
| 2月18日  | IDOL CONNECT -Memorial Disc- キミが一度笑うなら、千回わたしは歌うんだ。              | 瀬月唯（相坂優歌） | 「WHITE PAGE」 | ゲーム『アイドルコネクト -AsteriskLive-』関連曲                      |
| 5月3日   | ゲーム『ウマ娘 プリティーダービー』STARTING GATE 06                                  | ナリタブライアン（相坂優歌） | 「シャドーロールの誓い」 | ゲーム『ウマ娘 プリティーダービー』関連曲                            |
| 5月3日   | ゲーム『ウマ娘 プリティーダービー』STARTING GATE 06                                  | ナリタブライアン（相坂優歌）、シンボリルドルフ（田所あずさ）、エアグルーヴ（青木瑠璃子） | 「大好きのタカラバコ」 「うまぴょい伝説」 | ゲーム『ウマ娘 プリティーダービー』関連曲                            |
| 8月18日  | IDOL CONNECT asterisk live! Star*Trine                                               | 春宮空子（森千早都）、瀬月唯（相坂優歌）、羽田千乃（本渡楓）、火ノ前留奈（大久保瑠美）、高花ひかり（芝崎典子）、古風楓（大森日雅）、柚木ミユ（木村千咲）、泉水つかさ（橋本ちなみ）、坂上八葉（日高里菜） | 「Star*Trine」 | ゲーム『アイドルコネクト -AsteriskLive-』関連曲                      |
| 12月13日 | けものフレンズ ドラマ&キャラクターソングアルバム「Japari Café2」                     | ギンギツネ（相坂優歌）、キタキツネ（三森すずこ） | 「湯けむりユートピア」 | テレビアニメ『けものフレンズ』関連曲                                 |
| 12月13日 | けものフレンズ ドラマ&キャラクターソングアルバム「Japari Café2」                     | どうぶつビスケッツ＋かばん（内田彩）×PPP / セリフ - コツメカワウソ（近藤玲奈）、アフリカオオコノハズク（三上枝織）、ワシミミズク（上原あかり）、マーゲイ（山下まみ）、ギンギツネ（相坂優歌）、キタキツネ（三森すずこ） | 「ドレミファロンド（フレンズ ver.）」 | テレビアニメ『けものフレンズ』関連曲                                 |
| 2018年   |                                                                                      | | |                                                                      |
| 7月25日  | ウマ娘 プリティーダービー ANIMATION DERBY 03 Special Record!/Find My Only Way        | スペシャルウィーク（和氣あず未）、サイレンススズカ（高野麻里佳）、トウカイテイオー（Machico）、ウオッカ（大橋彩香）、ダイワスカーレット（木村千咲）、ゴールドシップ（上田瞳）、メジロマックイーン（大西沙織）、エルコンドルパサー（高橋未奈美）、グラスワンダー（前田玲奈）、シンボリルドルフ（田所あずさ）、エアグルーヴ（青木瑠璃子）、ヒシアマゾン（巽悠衣子）、フジキセキ（松井恵理子）、マルゼンスキー（Lynn）、テイエムオペラオー（徳井青空）、ビワハヤヒデ（近藤唯）、ナリタブライアン（相坂優歌）、オグリキャップ（高柳知葉） | 「Special Record!」 | テレビアニメ『ウマ娘 プリティーダービー』挿入歌                      |
| 7月25日  | ウマ娘 プリティーダービー ANIMATION DERBY 03 Special Record!/Find My Only Way        | スペシャルウィーク（和氣あず未）、サイレンススズカ（高野麻里佳）、トウカイテイオー（Machico）、ウオッカ（大橋彩香）、ダイワスカーレット（木村千咲）、ゴールドシップ（上田瞳）、メジロマックイーン（大西沙織）、エルコンドルパサー（高橋未奈美）、グラスワンダー（前田玲奈）、セイウンスカイ（鬼頭明里）、キングヘイロー（佐伯伊織）、ハルウララ（首藤志奈）、シンボリルドルフ（田所あずさ）、タイキシャトル（大坪由佳）、エアグルーヴ（青木瑠璃子）、ヒシアマゾン（巽悠衣子）、フジキセキ（松井恵理子）、マルゼンスキー（Lynn）、テイエムオペラオー（徳井青空）、ビワハヤヒデ（近藤唯）、ナリタブライアン（相坂優歌）、オグリキャップ（高柳知葉）、スーパークリーク（優木かな）、タマモクロス（大空直美）、イナリワン（井上遥乃）、ウイニングチケット（渡部優衣）、メジロライアン（土師亜文）、メジロドーベル（久保田ひかり）、ナイスネイチャ（前田佳織里）、エイシンフラッシュ（藤野彩水）、マチカネフクキタル（新田ひより）、メイショウドトウ（和多田美咲） | 「うまぴょい伝説」 | テレビアニメ『ウマ娘 プリティーダービー』エンディングテーマ          |
| 9月26日  | ウマ娘 プリティーダービー ANIMATION DERBY 06                                         | シンボリルドルフ（田所あずさ）、マルゼンスキー（Lynn）、ヒシアマゾン（巽悠衣子）、フジキセキ（松井恵理子）、エアグルーヴ（青木瑠璃子）、ナリタブライアン（相坂優歌）、ビワハヤヒデ（近藤唯） | 「Special Record!」 | テレビアニメ『ウマ娘 プリティーダービー』関連曲                      |
| 2020年   |                                                                                      | | |                                                                      |
| 4月5日   | 刹那、轟く歓声                                                                       | IN-HI 16 | 「No.1 HOLiC」 「IENAI」 「UNKNOWNS」 | ゲーム『八月のシンデレラナイン』関連曲                               |
| 7月29日  | アンビリカル                                                                         | ユノ（相坂優歌） | 「アンビリカル」 「おじゃま虫」 | 『MILGRAM -ミルグラム-』関連曲                                       |
| 2021年   |                                                                                      | | |                                                                      |
| 4月25日  | 灼けつくエール                                                                       | IN-HI 16 | 「1844より速く」 「最適解少女」 | ゲーム『八月のシンデレラナイン』関連曲                               |
| 7月21日  | 百華繚乱 参                                                                          | 厳島の友成（相坂優歌）、鉋切長光（一木千洋）、乱光包（広瀬世華） | 「万夜億夜のミツルギンナイト」 | ゲーム『天華百剣 -斬-』関連曲                                        |
| 11月24日 | メギド72 -MUSIC COLLECTION-                                                          | シバの女王（相坂優歌） | 「My journey」 | ゲーム『メギド72』関連曲                                             |
| 2022年   |                                                                                      | | |                                                                      |
| 9月21日  | Tear Drop                                                                            | ユノ（相坂優歌） | 「Tear Drop」 「ヴァンパイア」 | 『MILGRAM -ミルグラム-』関連曲                                       |
| 2023年   |                                                                                      | | |                                                                      |
| 7月12日  | Get into the Abyssmare                                                               | Abyssmare | 「Get into the Abyssmare」 「WINNER」 「I AM THE BEST」                                                                                              | ゲーム『D4DJ Groovy Mix』関連曲                                      |
| 7月12日  | D4DJ Groovy Mix カバートラックス vol.8                                               | Abyssmare | 「怪物」 「Red fraction」 | ゲーム『D4DJ Groovy Mix』関連曲                                      |
| 10月11日 | STORY                                                                                | Abyssmare | 「STORY」 「Raindrops」 「Take Me On」 | ゲーム『D4DJ Groovy Mix』関連曲                                      |
| 12月20日 | D4DJ EXCLUSIVE TRACKS                                                                | D4DJ ALL STARS | 「LOVE!HUG!GROOVY!! +nova」 | ゲーム『D4DJ Groovy Mix』関連曲                                      |
| 2024年   |                                                                                      | | |                                                                      |
| 3月27日  | TVアニメ「魔法少女にあこがれて」オリジナルサウンドトラック                           | ロコムジカ（相坂優歌） | 「L・O・V・E・リー ロコ♡」 | テレビアニメ『魔法少女にあこがれて』挿入歌                           |
| 3月27日  | TVアニメ「魔法少女にあこがれて」オリジナルサウンドトラック                           | マジアベーゼ（和泉風花）、レオパルト（古賀葵）、ネロアリス（杉浦しおり）、ロコムジカ（相坂優歌）、ルベルブルーメ（津田美波） | 「とげとげサディスティック」 | テレビアニメ『魔法少女にあこがれて』エンディングテーマ               |
| 4月24日  | D4DJ Groovy Mix カバートラックス vol.9                                               | Abyssmare | 「第六感」 | ゲーム『D4DJ Groovy Mix』関連曲                                      |
| 5月22日  | D4DJ XROSS∞BEAT                                                                      | UniChØrd×Abyssmare | 「CYBERPUNK」 | ゲーム『D4DJ Groovy Mix』関連曲                                      |
| 5月22日  | D4DJ XROSS∞BEAT                                                                      | Peaky P-key×Abyssmare | 「NUMBER 1 and ONLY!!!!」 | ゲーム『D4DJ Groovy Mix』関連曲                                      |
| 6月19日  | トーキョーオタクデート/AXIS the world                                                | Abyssmare | 「AXIS the world」 「バイララバイ」 | ゲーム『D4DJ Groovy Mix』関連曲                                      |
| 11月27日 | プリンセスコネクト！Re:Dive PRICONNE CHARACTER SONG 42                               | アメス（相坂優歌） | 「Re:collection」 | ゲーム『プリンセスコネクト！Re:Dive』挿入歌                          |
| 12月23日 | ありがとう、そしてこれからも。                                                       | カズサ（夏吉ゆうこ）、キキョウ（小松未可子）、キサキ（相坂優歌）、コユキ（乾夏寧）、サオリ（石上静香）、シロコ＊テラー（小倉唯）、ヒナ（広橋涼）、ホシノ（花守ゆみり）、マリー（小澤亜李）、マリナ（平井祥恵）、ユウカ（春花らん） | 「ありがとう、そしてこれからも。」 | ゲーム『ブルーアーカイブ -Blue Archive-』4周年記念楽曲               |
| 2025年   |                                                                                      | | |                                                                      |
| 3月5日   | 儚くも永久のカナシ                                                                   | Abyssmare | 「儚くも永久のカナシ」 | ゲーム『D4DJ Groovy Mix』関連曲                                      |
| 3月26日  | Phosphorus                                                                           | フィオ（相坂優歌） | 「Phosphorus」 | ゲーム『プリンセスコネクト！Re:Dive』挿入歌                          |

## 書籍

### 写真集
- 17℃（2019年9月5日、コスミック出版）ISBN 978-4-7747-9193-7

## ライブ・イベント

### ワンマンライブ
| 出演日        | タイトル                                                        | 会場                           |
| ------------- | --------------------------------------------------------------- | ------------------------------ |
| 2018年4月5日  | 相坂優歌ファーストライブ「屋上の真ん中 で君の心は青く香るまま」 | Zepp DiverCity TOKYO（東京都） |
| 2019年5月18日 | 相坂優歌LIVE「あいのうわ塗り」                                  | 横浜BayHal(神奈川県)           |

### 合同ライブ
| 出演日         | タイトル                          | 会場                               |
| -------------- | --------------------------------- | ---------------------------------- |
| 2016年8月26日  | Animelo Summer Live 2016 刻-TOKI- | さいたまスーパーアリーナ（埼玉県） |
| 2021年12月12日 | 京 Premium Live 2021              | ロームシアター京都（京都府）       |